# Léo Eichmann
Léo Eichmann (24 dicembre 1936) è un ex calciatore svizzero, di ruolo portiere.